# Denis Cussen
Denis John Cussen (ur. 19 lipca 1901 w Newcastle West, zm. 15 grudnia 1980 w Richmond) – irlandzki rugbysta i lekkoatleta (sprinter).
W latach 1921–1927 15 razy wystąpił w reprezentacji Irlandii w rugby.
Podczas igrzysk olimpijskich w Amsterdamie (1928) wystartował w biegu na 100 metrów – po przejściu eliminacji, w biegu ćwierćfinałowym zajął 5. miejsce i odpadł z rywalizacji.

## Rekordy życiowe
- Bieg na 100 jardów – 9,8 (1928)